# Grand Prix Formule 1 van België 1995
De Grand Prix Formule 1 van België 1995 werd gehouden op 27 augustus 1995 op Spa-Francorchamps.

## Uitslag
| Pos. | Nr. | Coureur                  | Constructeur       | Rondes | Tijd / Oorzaak uitval | Grid | Punten |
| ---- | --- | ------------------------ | ------------------ | ------ | --------------------- | ---- | ------ |
| 1    | 1   | Michael Schumacher       | Benetton-Renault   | 44     | 1:36:47.875           | 16   | 10     |
| 2    | 5   | Damon Hill               | Williams-Renault   | 44     | +19.493               | 8    | 6      |
| 3    | 25  | Martin Brundle           | Ligier-Mugen-Honda | 44     | +24.998               | 13   | 4      |
| 4    | 30  | Heinz-Harald Frentzen    | Sauber-Ford        | 44     | +26.972               | 10   | 3      |
| 5    | 7   | Mark Blundell            | McLaren-Mercedes   | 44     | +33.772               | 6    | 2      |
| 6    | 14  | Rubens Barrichello       | Jordan-Peugeot     | 44     | +39.674               | 12   | 1      |
| 7    | 2   | Johnny Herbert           | Benetton-Renault   | 44     | +54.043               | 4    |        |
| 8    | 4   | Mika Salo                | Tyrrell-Yamaha     | 44     | +54.548               | 11   |        |
| 9    | 26  | Olivier Panis            | Ligier-Mugen-Honda | 44     | +1:06.170             | 9    |        |
| 10   | 23  | Pedro Lamy               | Minardi-Ford       | 44     | +1:19.789             | 17   |        |
| 11   | 29  | Jean-Christophe Boullion | Sauber-Ford        | 43     | +1 Ronde              | 14   |        |
| 12   | 10  | Taki Inoue               | Arrows-Hart        | 43     | +1 Ronde              | 18   |        |
| 13   | 21  | Pedro Diniz              | Forti-Ford         | 42     | +2 Rondes             | 24   |        |
| 14   | 22  | Roberto Moreno           | Forti-Ford         | 42     | +2 Rondes             | 22   |        |
| DNF  | 3   | Ukyo Katayama            | Tyrrell-Yamaha     | 28     | Spin                  | 15   |        |
| DNF  | 16  | Giovanni Lavaggi         | Pacific-Ilmor      | 27     | Versnellingsbak       | 23   |        |
| DNF  | 24  | Luca Badoer              | Minardi-Ford       | 23     | Spin                  | 19   |        |
| DNF  | 28  | Gerhard Berger           | Ferrari            | 22     | Elektrisch probleem   | 1    |        |
| DNF  | 15  | Eddie Irvine             | Jordan-Peugeot     | 21     | Brand                 | 7    |        |
| DNF  | 9   | Massimiliano Papis       | Arrows-Hart        | 20     | Spin                  | 20   |        |
| DNF  | 17  | Andrea Montermini        | Pacific-Ilmor      | 18     | Zonder benzine        | 21   |        |
| DNF  | 6   | David Coulthard          | Williams-Renault   | 13     | Versnellingsbak       | 5    |        |
| DNF  | 27  | Jean Alesi               | Ferrari            | 4      | Ophanging             | 2    |        |
| DNF  | 8   | Mika Häkkinen            | McLaren-Mercedes   | 1      | Spin                  | 3    |        |

## Wetenswaardigheden
- Michael Schumacher kreeg een voorwaardelijke schorsing van één race voor het afblokken van Damon Hill.
- Hill kreeg een stop-and-go straf voor te snel rijden in de pitstraat.
- De weercondities veranderden voortdurend, waardoor er heel wat verwarring heerste onder de rijders.

## Statistieken
| Pole-position | Gerhard Berger  | Ferrari          | 1:54.392 |
| Snelste ronde | David Coulthard | Williams-Renault | 1:53.412 |

1925 · 1930 · 1931 · 1933 · 1934 · 1935 · 1937 · 1939 · 1947 · 1949 · 1950 · 1951 · 1952 · 1953 · 1954 · 1955 · 1956 · 1958 · 1960 · 1961 · 1962 · 1963 · 1964 · 1965 · 1966 · 1967 · 1968 · 1970 · 1972 · 1973 · 1974 · 1975 · 1976 · 1977 · 1978 · 1979 · 1980 · 1981 · 1982 · 1983 · 1984 · 1985 · 1986 · 1987 · 1988 · 1989 · 1990 · 1991 · 1992 · 1993 · 1994 · 1995 · 1996 · 1997 · 1998 · 1999 · 2000 · 2001 · 2002 · 2004 · 2005 · 2007 · 2008 · 2009 · 2010 · 2011 · 2012 · 2013 · 2014 · 2015 · 2016 · 2017 · 2018 · 2019 · 2020 · 2021 · 2022 · 2023 · 2024 · 2025 · 2026 · 2027 · 2029 · 2031